# Semiothisa da
Semiothisa da là một loài bướm đêm trong họ Geometridae.